# Australomimetus childersiensis
Australomimetus childersiensis là một loài nhện trong họ Mimetidae.
Loài này thuộc chi Australomimetus. Australomimetus childersiensis được miêu tả năm 1986 bởi Heimer.